# The Healing Game
Chronologie
Tell Me Something: The Songs of Mose Allison
(1996) The Philosopher's Stone
(1998)
The Healing Game est le vingt-cinquième album studio de l'auteur-compositeur-interprète nord-irlandais Van Morrison. Il a été publié en 1997 par Polydor.
La version remasterisée de 2008 de l'album contient un titre bonus : At the End of the Day, qui était la face B de Rough God Goes Riding, le troisième single de l'album. Rough God Goes Riding a été répertorié comme l'un des morceaux les plus remarquables de la série de réédition de six albums de Van Morrison. L'album a été réédité à nouveau en 2019 avec du matériel bonus des sessions en studio et de la performance de Van Morrison au Montreux Jazz Festival le 17 juillet 1997.
Sur le disque 2 de l'édition deluxe Sessions and Collaborations, Van a eu le plaisir de collaborer avec de grands noms de l'histoire de la musique, soit John Lee Hooker, Carl Perkins et la star du skiffle britannique Lonnie Donegan, tous trois au chant avec Morrison.

## Enregistrement
L'album a été enregistré à Dublin, en Irlande, en 1996. La photo de la jaquette présente Van Morrison avec Haji Ahkba, un musicien et chanteur.

## Chansons
La chanson titre The Healing Game parle de la tradition du chant de rue de Belfast. Van Morrison dans le magazine Q a déclare : « Les fans trouvent incroyable quand je leur dis que les gens avaient l'habitude de chanter et de jouer de la musique dans la rue. Je pense qu'il y a toute une tradition orale qui a disparu ». La chanson Rough God Goes Riding est tirée d'un poème intitulé The Second Coming de WB Yeats, avec sa figure de la « bête brute » de l'Apocalypse. Le saxophone de Leo Green suit la voix de Morrison comme un frère jumeau. Dans Waiting Game, il est « le frère du serpent » qui, selon Brian Hinton, fait référence à la fois à son ami perdu Jim Morrison (connu pour avoir écrit sur The Lizard King) et au jardin d'Eden. Piper at the Gates of Dawn (ne pas confondre avec l'album de Pink Floyd)  suit de près le livre pour enfants The Wind in the Willows et Paddy Moloney des Chieftains joue des uilleann pipes' avec Phil Coulter au piano. Sur Burning Ground, le chanteur revit une scène commune de son enfance lorsque le jute a été expédié à Belfast depuis l'Inde.

## Accueil
Le critique musical Greil Marcus a été favorablement impressionné par l'album et a écrit : « Morrison domine chaque chanson de The Healing Game - mais le mot chanson semble beaucoup trop petit ici. Comme le dieu brut dont il chante, Morrison chevauche chaque incident de la musique, chaque pause dans une histoire plus grande, mais souvent les moments les plus révélateurs - les moments qui révèlent la forme d'un monde, un point de vue, un argument sur la vie - sont en marge. »

## Liste des chansons
Toutes les chansons de Van Morrison, sauf là où noté.
| No  | Titre                      | Durée |
| --- | -------------------------- | ----- |
| 1.  | Rough God Goes Riding      | 6:19  |
| 2.  | Fire in the Belly          | 6:34  |
| 3.  | This Weight                | 4:37  |
| 4.  | Waiting Game               | 5:56  |
| 5.  | Piper at the Gates of Dawn | 3:53  |
| 6.  | Burning Ground             | 5:38  |
| 7.  | It Once Was My Life        | 5:10  |
| 8.  | Sometimes We Cry           | 5:14  |
| 9.  | If You Love Me             | 5:01  |
| 10. | The Healing Game           | 5:16  |

| 11. | At the End of the Day | 4:32 |

### Édition deluxe 2019
| 1.  | Rough God Goes Riding             | 6:19 |
| 2.  | Fire in the Belly                 | 6:34 |
| 3.  | This Weight                       | 4:37 |
| 4.  | Waiting Game                      | 5:56 |
| 5.  | Piper at the Gates of Dawn        | 3:53 |
| 6.  | Burning Ground                    | 5:38 |
| 7.  | It Once Was My Life               | 5:10 |
| 8.  | Sometimes We Cry                  | 5:14 |
| 9.  | If You Love Me                    | 5:01 |
| 10. | The Healing Game                  | 5:16 |
| 11. | Look at What the Good People Done | 5:42 |
| 12. | At the End of the Day             | 4:30 |
| 13. | The Healing Game (single version) | 4:28 |
| 14. | Full Force Gale '96               | 3:34 |
| 15. | Saint Dominic's Preview           | 6:45 |

| 1.  | The Healing Game (Version alternative)                                                       | 7:41 |
| 2.  | Fire in the Belly (Version alternative)                                                      | 5:25 |
| 3.  | Didn't He Ramble (Écrite par Hattie Bolten)                                                  | 6:11 |
| 4.  | The Healing Game (Version Jazz)                                                              | 5:16 |
| 5.  | Sometimes We Cry (Version complète)                                                          | 8:23 |
| 6.  | Mule Skinner Blues (Écrit par Jimmie Rodgers et George Vaughan)                              | 4:32 |
| 7.  | A Kiss to Build a Dream On (Écrite par Bert Kalmar, Harry Ruby et Oscar Hammerstein II)      | 4:29 |
| 8.  | Don't Look Back (Avec John Lee Hooker ; écrite et composée par John Lee Hooker)              | 6:42 |
| 9.  | The Healing Game (Avec John Lee Hooker)                                                      | 5:09 |
| 10. | Boppin' the Blues (Avec Carl Perkins ; écrite par Carl Perkins et Howard « Curley » Griffin) | 3:58 |
| 11. | Matchbox (Avec Carl Perkins ; écrite par Carl Perkins)                                       | 4:07 |
| 12. | Sittin' on Top of the World (Avec Carl Perkins; écrite par Walter Vinson et Lonnie Chatmon)  | 3:19 |
| 13. | My Angel (Avec Carl Perkins; écrite par Van Morrison et Carl Perkins)                        | 6:08 |
| 14. | All by Myself (Avec Carl Perkins)                                                            | 3:28 |
| 15. | Mule Skinner Blues (Avec Lonnie Donegan; écrite par Jimmie Rodgers et George Vaughan)        | 4:34 |

| 1.  | Rough God Goes Riding | 5:40  |
| 2.  | Foreign Window | 3:54  |
| 3.  | Tore Down a la Rimbaud | 3:18  |
| 4.  | Vanlose Stairway / Trans-Euro Train                                                                                               | 4:56  |
| 5.  | A Fool for You (Écrite par Ray Charles)                                                                                           | 3:17  |
| 6.  | Sometimes We Cry | 5:31  |
| 7.  | It Once Was My Life | 5:02  |
| 8.  | I'm Not Feeling It Anymore | 7:24  |
| 9.  | This Weight | 4:21  |
| 10. | Who Can I Turn To (When Nobody Needs Me) (Écrite par Anthony Newley)                                                              | 4:05  |
| 11. | Fire in the Belly | 5:59  |
| 12. | Tupelo Honey / Why Must I Always Explain?                                                                                         | 6:50  |
| 13. | The Healing Game | 5:51  |
| 14. | See Me Through / Soldier of Fortune / Thank You (Falettinme Be Mice Elf Agin) / Burning Ground ("Thank You" écrite par Sly Stone) | 13:32 |

### Musiciens
- Van Morrison – chant, guitare acoustique, harmonica
- John Lee Hooker : chant sur Don't Look Back, The Healing Game (version disque 2)
- Carl Perkins : chant sur Boppin' the Blues, Matchbox, Sitting on Top of the World, My Angel et All by Myself
- Lonnie Donegan : chant sur Mule Skinner Blues
- Ronnie Johnson – guitare électrique
- Peter O'Hanlon - dobro sur Piper at the Gates of Dawn et At the End of the Day
- Nicky Scott – basse
- Alec Dankworth – contrebasse
- Robin Aspland – piano
- Phil Coulter – piano sur Piper at the Gates of Dawn et At the End of the Day
- Georgie Fame - orgue Hammond, chœurs
- Pee Wee Ellis – saxophones soprano et baryton, chœurs
- Leo Green – saxophone ténor, chœurs
- Haji Ahkba – bugle
- Paddy Moloney - uilleann pipes et tin whistle sur Piper at the Gates of Dawn
- Matt Holland – trompette, chœurs
- Brian Kennedy – chœurs
- Katie Kissoon – chœurs
- Geoff Dunn – batterie, percussions
- Ralph Salmins – percussions

## Production
- Production : Van Morrison
- Enregistrement : Walter Samuel, Enda Walsh (Piper at the Gates of Dawn, At the End of the Day)
- Assistant ingénieurs : David Slevin, Ciaran Cahill, Matthew Lawrence et Neil Douglas
- Mixage : Walter Samuel
- Support technique : David Conroy
- Mastering : Tim Young
- Direction artistique et design : Matt Curtis @ Abrahams Pants
- Photographie : Paul Cox